# Mount Colbert
Mount Colbert ist ein 2580 m hoher Berg im Königin-Maud-Gebirge der antarktischen Ross Dependency. Im südöstlichen Teil der Hays Mountains ragt er 2,5 km östlich des Mount Borcik und 1,5 km südsüdwestlich des Mount Stump auf.
Das Advisory Committee on Antarctic Names benannte ihn nach dem US-amerikanischen Geologen Philip V. Colbert von der Arizona State University, logistischer Koordinator and Feldforschungsassistent bei sechs Kampagnen des United States Antarctic Research Program im Transantarktischen Gebirge zwischen 1971 und 1982.